# Paul Sait
Paul Sait (Australia; 4 de septiembre de 1947-23 de noviembre de 2023) fue un jugador australiano de rugby que jugó en las posiciones de centro, lock y segundo delantero.

## Carrera

### Club
Jugó toda su carrera con el South Sydney Rabbitohs de 1968 a 1978, con los que jugó 160 partidos, consiguió 31 tries y anotó 91 puntos, ganó el título nacional en tres ocasiones y una copa regional.

### Equipos Regionales
Jugó para los NSW Blues en cinco ocasiones de 1969 a 1974 con los que consiguió dos tries y anotó seis puntos, y también jugó para los Sydney Capitals en tres ocasiones de 1971 a 1975.

### Selección nacional
Jugó para Australia en 16 ocasiones de 1970 a 1975 donde consiguió dos tries y anotó seis puntos, participó en dos ediciones del Copa del Mundo de Rugby League.

## Logros
- National Rugby League (3): 1968, 1970, 1971
- Copa NSW (1): 1968